# Plastic Man
Plastic Man, il cui vero nome è Patrick O'Brian (soprannome "Eel", cioè anguilla), è un personaggio dei fumetti pubblicato da DC Comics. Creato da Jack Cole, è apparso per la prima volta su Police Comics n. 1 (agosto 1941).
Marchio di qualità della Quality Comics durante la Golden Age fumettistica, Plastic Man possiede l'abilità di modellare il proprio corpo in qualsiasi forma immaginabile. Le sue avventure sono da sempre note per la loro struttura stravagante e originale e per l'umorismo surreale e farsesco. Quando la Quality Comics chiuse nel 1956, la DC Comics acquistò molti dei suoi personaggi, incluso Plastic Man. Integrato nell'universo DC, è apparso in numerose serie fumettistiche e anche in una serie animata negli anni ottanta.
Sebbene non sia mai stato un personaggio dalla grande commercializzazione, Plastic Man è stato molto gradito dai lettori e anche dai moderni autori di fumetti, tra i quali il disegnatore Alex Ross e lo scrittore Grant Morrison, il quale lo ha incluso come personaggio fisso nel revival della Justice League of America alla fine degli anni novanta.
Anche Frank Miller, nel sequel de Il ritorno del cavaliere oscuro (Il Cavaliere oscuro colpisce ancora) lo include tra i personaggi della storia.
Dal 2018 è diventato (accidentalmente) membro e cofondatore del team di supereroi The Terrifics, creato da Jeff Lemire e Ivan Reis.

## Biografia del personaggio

### Pre-Crisi
Patrick rimase orfano a 10 anni e crebbe sulla strada, arrivando a darsi ad una vita criminale, mettendo su una gang di ladri e specializzandosi nello scassinare casseforti. Durante un colpo presso la Crawford Chemical Works verrà scoperto da un guardiano notturno che lo ferirà con un colpo di pistola alla spalla, e nello stesso momento, verrà imbevuto di un misterioso prodotto chimico. Ferito e confuso, O'Brian sverrà fuori dalla fabbrica, abbandonato dalla sua gang, ma verrà salvato da un monaco, che lo curerà riportandolo in perfetta salute.
Scoperti i suoi poteri e stufo del crimine, Patrick deciderà così di diventare un supereroe denominato Plastic Man, sfruttando la sua identità di ladro per catturare i criminali. Farà poi la conoscenza di un buffo ometto chiamato Woozy Winks, che diverrà la sua spalla. Le sue abilità gli varranno un posto sia nel gruppo di eroi noto come i Combattenti per la Libertà, sia che nel FBI. In seguito si unirà anche al gruppo All Star Squadron.

### Post-Crisi
Dopo la storia Crisi sulle Terre infinite, la storia di Plastic Man è stata adattata. In questa versione, Eel ha subito la sua trasformazione per strada dopo essere stato esposto a sostanze chimiche. All'inizio era inconsapevole della sua trasformazione finché non si rese conto di essere il "mostro" di cui tutti parlavano. Il suo tentativo di suicidio è stato interrotto da Woozy Winks, un ex malato di mente. I due hanno lavorato insieme per imparare a controllare in modo ottimale i poteri di Eel. All'inizio, Eel non era sicuro di cosa fare con i suoi poteri, poiché non poteva decidere cosa avrebbe fatto guadagnare di più: commettere crimini o combattere il crimine. Alla fine ha fatto la sua scelta lanciando una moneta.
In seguito, Plastic Man entrerà nella Justice League, dove porterà i suoi incredibili poteri e la sua eccentrica imprevedibilità in varie missioni, ad esempio impersonando il Joker o arrivando a salvare il gruppo quando il supercomputer Id aveva separato gli eroi dalla loro parte civile. Plastic Man avrà anche un figlio, Luke Ernie "Loogie" McDunnagh O'Brian, dotato degli stessi poteri anche se limitati del padre, che credendosi ignorato da quest'ultimo, diventerà un criminale, fino a quando Patrick non deciderà di lasciare la Lega per essere un padre per Luke. L'esempio paterno porterà il giovane a prendere un'identità da eroe con il nome di Offspring.

## Poteri e abilità
Il corpo di Plastic Man è composto di una sostanza malleabile simile alla plastica sul quale ha il completo controllo e grazie alla quale può allungarsi, cambiare dimensioni e forma a suo piacimento (il suo unico limite è la scelta dei colori, potendo usare solo il rosso, il nero, il giallo, il bianco e il rosa) e deformarsi senza limiti, cosa che lo rende virtualmente indistruttibile. Inoltre non ha organi interni e non sanguina se ferito.
Plastic Man è dotato di una pelle virtualmente impenetrabile, in grado di resistere ad armi nucleari, ad alte temperature, impatti o colpi di forza sovrumana: il suo unico tallone d'Achille pareva essere all'inizio la bassa temperatura: nella saga torre di Babele della JLA lo vediamo infatti venir congelato e ridotto in mille pezzettini, cosa che l'ha portato a un passo dalla morte. Nella storia "The Obsidian Age", Plastic Man ha viaggiato 3000 anni indietro nel passato, dove il suo corpo è stato spezzato in parti separate. È sopravvissuto in questa forma per 3.000 anni fino a quando la Justice League non l'ha trovato e lo ha rimesso insieme.
Successivamente il corpo di Plastic Man ebbe una modifica e divenne invulnerabile anche al ghiaccio. Plastic Man è inoltre immune alla magia e alla telepatia; in JLA n. 89, neppure Martian Manhunter (trasformato in Fernus) è stato in grado di soggiogarlo.
La sua forza sovrumana è aumentata negli anni grazie ad altre mutazioni e all'esercizio fisico con macchinari appositamente progettati da Batman. Se inizialmente poteva sollevare circa 50 tonnellate, negli anni a venire la sua forza è aumentata fino a superare le 80 tonnellate.

## Altri media
- Un adattamento cinematografico basato su Plastic Man era in sviluppo presso Warner Bros. e Amblin Entertainment nei primi anni novanta. Alla regia era incaricato Bryan Spicer[senza fonte], su una sceneggiatura scritta dalle sorelle Wachowski nel 1996[2] che pare se adattata per il grande schermo sarebbe diventato il film più costoso di sempre - per l'epoca e proprio questo fu il motivo per cui gli studi non diedero semaforo verde[3]. La produzione è stata nuovamente presa in considerazione dopo l'uscita di Speed Racer, con Joel Silver produttore e i Wachowski nuovamente al lavoro sulla sceneggiatura prendendo come punto di partenza quella originale degli anni novanta.[4]
- Per interpretare Plastic Man si è parlato di Keanu Reeves.[5][6]
- Plastic Man è presente nel terzo episodio della prima stagione della serie animata I Superamici.
- Plastic Man è presente nel film d'animazione crossover Scooby-Doo! e Batman - Il caso irrisolto.
- Plastic Man è presente anche nel film d'animazione Injustice.
- Nella quarta puntata della serie televisiva animata del 2024 Batman: Caped Crusader compare il personaggio di Eel O'Brian, doppiato da Tom Kenny.